# Instituto Nacional Francisco José de Caldas
El Instituto Nacional Francisco José de Caldas, conocido como Instituto Caldas, es un colegio público y mixto ubicado en Villavicencio (Meta), fundado en 1950.  
El instituto es reconocido como un importante centro cultural del Meta, destacando por sus ideas seglares e innovadoras.  

## Historia
Fundado en 1950 en Villavicencio. En esa época, la ciudad se hallaba tenuemente conectada con la capital por una carretera que se derrumbaba en invierno y se empolvaba en verano debido al paso de buses y automotores.  
En el momento de su establecimiento existían dos colegios en la zona: el colegio masculino de La Salle y el colegio femenino de la Sabiduría, también religioso. En sus primeros veinte años, el Instituto Caldas fue un colegio destinado a la educación secundaria. Los tres colegios trajeron la educación a este pueblo de carácter ganadero y agrícola, que habría de convertirse en la mayor ciudad de la Orinoquía colombiana. 
La llegada de maestros que se habían graduado en colegios normalistas, permitió la implantación de una cultura ampliamente nacional. De las aulas del Caldas salieron los primeros abogados, médicos, maestros, políticos y servidores públicos del Meta. 

## La Fusión Caldista
Durante la primera década del siglo XXI, motivado por las políticas educativas nacionales, el colegio Caldas fue una de las instituciones que se fusionó con otras instituciones educativas de la ciudad de nivel básica primaria, con el fin de diseñar planes curriculares que se enfoquen de forma adecuada para el aprendizaje de los estudiantes de primaria con los niveles de secundaria.
Aunque inicialmente se adhirieron tres instituciones, finalmente una de ellas fue asignada a otra institución educativa. Después de estos cambios y estabilización de esta reforma educativa en la región, las sedes que actualmente forman parte de colegio Caldas son:
- Sede Concepción Palacios.
- Sede Francisco Miranda.

## Funcionamiento
Tanto en los centros de primaria como de secundaria se aplica la división de jornadas, que consiste en llevar a cabo una jornada académica en las horas de la mañana y otra en la tarde.
Cuenta con aproximadamente 1.400 estudiantes en secundaria y sumando sus dos sedes y las dos jornadas serían alrededor de unos 3000 o 4000 estudiantes.
El Caldas se ha caracterizado por tener excelentes profesores y un buen rendimiento académico por parte de los alumnos.

## Reconstrucción de la sede principal
En 2008 Darío Vásquez Sánchez, siendo gobernador del Meta y como ex-alumno del colegio, anunció que el plantel del colegio sería remodelado completamente. La demolición de la antigua estructura e inicio de la construcción de la nueva edificación de la sede principal ocurrió en el año 2010. La entrega e inauguración se tiene programada para el primer semestre del año 2011.
El objetivo de esta remodelación fue mejorar el ambiente en el cual estudiantes y profesores interactúan entre sí, y dignificarlo. La propuesta pretende la construcción de bloques de entre cuatro y cinco pisos destinadas a contener aulas de clase, laboratorios y área administrativa con el fin de despejar un área importante que será destinada para la adecuación de zonas verdes, áreas recreativas e instalar plazoletas de comidas. 
Para tal proyecto no solo se contempla el área de la antigua estructura, además contempla el área del colegio Marco Fidel Suárez, el cual está al lado del Caldas, más precisamente en el costado norte, y que sería fusionado para completar este proyecto.
La última parte mencionada de la propuesta presenta muchas contradicciones. Aún se desconoce cual será el destino de la Marco Fidel Suárez y si finalmente se integrará al Colegio Caldas como se ha mencionado durante muchos años.